# Реаніматор (фільм)
«Реаніматор» (англ. Re-Animator) — американський фільм жахів 1985 року знятий за оповіданням Говарда Лавкрафта.

## Сюжет
Мерців реанімує за допомогою таємничої сироватки, отриманої в результаті немислимих експериментів, студент медичного університету Герберт Вест. Сусід Веста по кімнаті Ден допомагає приятелеві в його страшній справі. Починають вони з кішки, потім добираються до трупів з університетського моргу.

## У ролях
| Актор                | Роль                             |
| -------------------- | -------------------------------- |
| Джеффрі Комбс        | Герберт Вест                     |
| Брюс Ебботт          | Ден Кейн                         |
| Барбара Кремптон     | Меган Галсі                      |
| Девід Гейл           | доктор Карл Гілл                 |
| Роберт Семпсон       | Дін Галсі                        |
| Джеррі Блек          | Майсі                            |
| Керолін Парді-Гордон | доктор Гаррод                    |
| Пітер Кент           | Мелвін оживлений                 |
| Барбара Пітерс       | медсестра                        |
| Йен Патрік Вільямс   | швейцарський професор            |
| Банні Саммерс        | швейцарська доктор жінка         |
| Аль Беррі            | доктор Грубер                    |
| Дерек Пендлтон       | швейцарський полісмен 1          |
| Джин Шерер           | швейцарський полісмен 2          |
| Джеймс Елліс         | працівник психлікарні 1          |
| Джеймс Ерл Кетей     | працівник психлікарні 2          |
| Енніс Голцман        | труп пацієнта швидкої допомоги   |
| Вельвет Дебуа        | труп дівчини                     |
| Лоуренс Лоу          | труп після невдалої операції     |
| Роберт Голкомб       | труп мотоциклиста                |
| Майк Філлун          | труп з пораненням обличчя        |
| Грег Рейд            | труп з однією рукою              |
| Джек Дрехейм         | труп високого худорлявого хлопця |
| Роберт Піцел         | лисий труп                       |
| Кім Дейч             | лисий доктор                     |
| Грегорі Роббінс      | пацієнт лікарні                  |

## Цікаві факти
- Графік знімань був дуже обмеженим — 18 днів.
- Початкова сцена у Швейцарії була знята за один день за порадою Браяна Юзни. Він вважав, що такий початок дасть глядачам точно зрозуміти, що їх чекає далі.
- Фільм знімався в одному з найстаріших павільйонів Голлівуду, актори згадують, що в підлозі були дірки, а зі стелі частенько капала вода.
- До того, як зняти «Реаніматора», Стюарт Гордон разом зі своєю дружиною, яка знялася у фільмі в невеликій ролі лікаря, 15 років пропрацював режисером у своєму театрі в Чикаго.
- За словами Стюарта Гордона, спочатку він планував зробити шестисерійний фільм, з серіями по пів години. При цьому, вони повинні були бути зняті в чорно-білому кольорі, під класику малобюджетних фільмів жахів минулих років. Але продюсери від такої ідеї відмовилися.
- Поки в руки Гордону не потрапив сценарій «Реаніматора», він не читав Лавкрафта, але зацікавившись, він вирушив до бібліотеки, де прочитав всі оповідання знаменитого письменника, які там були.
- Одночасно зі зніманням в «Реаніматорі» актор Пітер Кент, що виконав роль померлого від серцевого нападу, а потім трупа якого оживив Вест, працював дублером Арнольда Шварценеггера в картині «Термінатор».
- Після того, як фільм був готовий, Браян Юзна вирішив не показувати фільм рейтингової комісії. Це був ризикований крок, але позначка «Not Rated» добре підігріла цікавість глядачів.
- Всупереч очікуванням творців, «Реаніматор» не отримав шквалу негативної критики, навпаки, багато газет писали про нього як про сучасну класику фільмів жахів.
- Після виходу картини Стюарт Гордон отримав прізвисько «Реаніматор».
- Без досвіду знімання повнометражного кіно Стюарт Гордон часто вдавався до допомоги свого наставника — оператора Мака Альберга.
- Оскільки бюджет був дуже обмеженим, гримери використовували як помічників своїх студентів.
- Для знімання з відрубуванням руки трупа був запрошений актор з ампутованою рукою.
- На знімальному майданчику постійно панували веселощі, актори та знімальна бригада здорово здружилися і постійно жартували один над одним.
- Сценарій картини двічі перероблювався.

## Саундтрек
| Список треків | Список треків                                | Список треків |
| #             | Назва                                        | Тривалість    |
| ------------- | -------------------------------------------- | ------------- |
| 1.            | «Prologue/Main Title»                        | 4:11          |
| 2.            | «Meg Looks for the Cat»                      | 2:07          |
| 3.            | «Dan Falls into Cellar»                      | 1:59          |
| 4.            | «The Turning Point/Reanimation/Reanimator»   | 8:31          |
| 5.            | «Halsey Back to Life»                        | 0:56          |
| 6.            | «Halsey Grabs the Boys»                      | 0:50          |
| 7.            | «Welcome Back to Life»                       | 1:09          |
| 8.            | «Meg and Hill in Office»                     | 1:05          |
| 9.            | «West Tries Parts»                           | 1:04          |
| 10.           | «Searching Hill's Office»                    | 1:28          |
| 11.           | «Body and Soul»                              | 1:26          |
| 12.           | «Love Theme»                                 | 1:06          |
| 13.           | «Corpses Just Want to Have Fun»              | 5:58          |
| 14.           | «Meg is Gone... Well, Maybe Not/End Credits» | 3:49          |
| 15.           | «Interview with Richard Band»                | 14:35         |
| 16.           | «Re-animator Theme»                          | 2:23          |
| 52:37         |                                              |               |